# کاستیلنتی
کاستیلنتی (به ایتالیایی: Castilenti) یک کومونه در ایتالیا است که در استان تیرامو واقع شده‌است.

## خصوصیات
کاستیلنتی ۲۳ کیلومترمربع مساحت و ۱٬۶۱۵ نفر جمعیت دارد و ۲۷۲ متر بالاتر از سطح دریا واقع شده‌است.

## خواهرخوانده
شهر Bad Grönenbach خواهرخواندهٔ کاستیلنتی هست.